# United States Department of Agriculture
Het United States Department of Agriculture, vaak afgekort tot USDA, is het ministerie van Landbouw in de Verenigde Staten. Het doel van het ministerie is het ontwikkelen en uitvoeren van beleid op het gebied van akkerbouw, veeteelt, voeding en natuurbeheer.
Het ministerie poogt de belangen van boeren te behartigen, de handel in en productie van landbouwgoederen te bevorderen en de veiligheid van voeding te waarborgen. Verder houdt het zich bezig met de bescherming van natuurlijke hulpbronnen en het in stand houden van plattelandsgemeenschappen. Ten slotte stelt het zich ten doel een eind te maken aan de honger in de wereld (en in het bijzonder in de VS). De huidige minister van Landbouw is Brooke Rollins, zij is in functie sinds 13 februari 2025.

## Geschiedenis
Vanaf 1839 was er een voorloperorganisatie van het USDA, die onderdeel was van het bureau voor octrooien en handelsmerken. Dit bureau was zelf weer onderdeel van het Department of State en later van het Department of the Interior (ministerie van binnenlandse zaken). In 1862 richtte president Abraham Lincoln het eerste zelfstandige Bureau of Agriculture op. In 1889 werd na een intensieve lobby uit de landbouwsector ten slotte het huidige ministerie opgericht, met een minister die zitting neemt in het kabinet.
Tijdens de Grote Depressie in de jaren 30 van de twintigste eeuw was dit ministerie van cruciaal belang voor de instandhouding van de voedselproductie en -distributie. Het verschafte onder andere krediet aan kleine landbouwbedrijven droeg bij aan de scholing van de jeugd in landelijke gebieden. Tegenwoordig zijn dit soort taken grotendeels overgedragen aan het United States Department of Health and Human Services (het ministerie van gezondheidszorg en sociale zaken). Het USDA helpt de landbouwsector nu vooral bij het aan de man brengen van haar producten op de binnenlandse en wereldmarkt.